# Annan (kata)
Anan  o Annan o Ahnan (安南?) che significa  pace del Sud è un kata del karate, il che implica che questo sia un combattimento reale contro avversari immaginari, una sequenza tecnica che comprende un succedersi di gesti di attacco e difesa.
L'origine di questo kata è sconosciuta, così come il suo creatore. Alcuni dicono che il kata sarebbe stato insegnato da un maestro cinese che viveva a Okinawa e che abbia influenzato lo stile Tomari-te. Un'altra teoria, la più accreditata, dice che l'origine del kata è collegata allo stile Ryuei-ryu della famiglia Nakaima (Naha-te). Seppur le sue origini siano misteriose, è tutt'oggi automatico associare il kata Anan allo stile Ryuei Ryu.
Il kata è apparso per la prima volta sul palcoscenico mondiale grazie alle imprese del M°Sakumoto Tsuguo, il quale riuscì, negli anni '80, a vincere 7 titoli mondiali (2 World Cup, 2 World Games e 3 World Championship) e nelle finali di categoria gareggiava con Anan.

## Origini
È noto che questo kata è stato tramandato attraverso un vecchio stile familiare di Karate chiamato Ryūei-ryū. Questo stile di karate esiste ancora oggi, con le tecniche tramandate solo a sette istruttori principali in tutto il mondo. A Norisato Nakaima viene attribuito il merito di aver portato il kata a Naha dopo averlo appreso durante gli studi in Cina. Le tecniche apprese da Nakaima furono tramandate solo all'interno della famiglia fino alla fine degli anni '60. Tra i praticanti più famosi di Ryuei-ryu ci sono l'ex pluricampione del mondo T. Sakumoto, T. Arashiro, nativo di Okinawa ma residente negli Stati Uniti dal 1979 che insegna Karate, e G. Campbell, un praticante americano di medicina orientale che insegna l'arte della famiglia privatamente.
Una ipotesi è che l'Annan sia stato introdotto nel paese di Tomari sull'isola di Okinawa. Durante questo viaggio, sarebbe stato insegnato da un maestro chiamato Ryu Ryu Ko.